# Dalechampia brevipes
Dalechampia brevipes är en törelväxtart som beskrevs av Johannes Müller Argoviensis. Dalechampia brevipes ingår i släktet Dalechampia och familjen törelväxter. Inga underarter finns listade i Catalogue of Life.